# هاري كوكي
هاري كوكي (بالإنجليزية: Harry Cooke)‏ (7 مارس 1919 في المملكة المتحدة - 1992) هو لاعب كرة قدم بريطاني (وحمل سابقاً جنسية المملكة المتحدة لبريطانيا العظمى وأيرلندا) في مركز الدفاع. لعب مع شروزبري تاون ونادي بورنموث ونادي لوتون تاون ونادي واتفورد وBedford Town F.C. ‏.